# Escut de Saix
L'escut de Saix és el símbol representatiu oficial de Saix, municipi del País Valencià, a la comarca de l'Alt Vinalopó. Té el següent blasonament:
| « | Escut quadrilong de punta redona. Truncat i migpartit. Al primer, d'atzur, un castell d'or maçonat i aclarit de sable, terrassat del seu color. Al segon, de gules, un mig vol [d'or] amb una mà armada d'una espasa d'argent. En el tercer, d'argent, tres pins de sinople, el central més alt que els laterals, terrassats del seu color. Al timbre corona reial oberta. | » |

## Història
Es tracta d'un escut d'ús immemorial. Fou oficialitzat per Resolució de 20 de novembre de 1998, i modificat per Resolució de 27 de maig de 2022.
En aquest escut tradicional de la vila hi apareixen: una representació del castell local, les armes parlants de Joan Manuel de Castella, primer senyor de Saix, i una referència a les extenses pinedes que cobrien el terme i que n'eren una de les riqueses principals.